# Soarele scamator
Soarele scamator este un film românesc din 1974 regizat de Genoveva Georgescu.